# Hans Petri
Hans Carl Wilhelm Petri (Berlino, 23 settembre 1877 – Neuenkirchen, 5 marzo 1945) è stato un generale tedesco, particolarmente distintosi come ufficiale nel corso della prima guerra mondiale venendo decorato con l'Ordine Pour le Mérite e la Croce di Cavaliere dell'Ordine di Hohenzollern. Nella seconda guerra mondiale fu comandante della 272. Infanterie-Division e della 192. Infanterie-Division.

## Biografia
Nacque a Berlino il 23 settembre 1877, figlio dell'ingegnere maggiore Arnold Bernhar e di sua moglie Marie Helene Muttray. Dopo l'addestramento da cadetto, il 7 marzo 1896 si arruolò nell'esercito prussiano come sottotenente. Fu trasferito dalla scuola principale per cadetti al 2. Westfälisches Infanterie-Regiment "Prinz Friedrich der Niederlande" Nr. 15 a Minden. Inizialmente fu assegnato come ufficiale all'11ª Compagnia del suo reggimento, e nell'autunno del 1898 venne trasferito con lo stesso incarico nella 12ª Compagnia. Dal 1° al 28 giugno 1899 prestò servizio nel Hannoversches Pionier-Bataillon Nr. 10, e dal 1º ottobre 1899 al 31 dicembre 1902 successe all'oberleutnant von Westrell come aiutante di battaglione presso il 2º Battaglione del suo reggimento a Minden. Nel 1900 viveva in Hermannstraße 7 a Minden. Dopo essere stato sostituito come aiutante di battaglione dal tenente Zaehle, prestò servizio come ufficiale di compagnia presso la 7ª Compagnia del 2. Westfälisches Infanterie-Regiment "Prinz Friedrich der Niederlande" Nr. 15 a Minden. Dal 1° ottobre 1903 al 21 luglio 1906 venne inviato all'Accademia di guerra di Berlino per l'addestramento come ufficiale di stato maggiore. Il 26 settembre 1904 (civilmente) e il 27 settembre 1904 (ecclesiasticamente) sposò Ulrike Klotilde Neuhaus, di sei anni più giovane di lui, figlia del consigliere governativo privato e direttore ministeriale del Ministero del commercio e dell'industria, il dottore giurista Heinrich Jakob Neuhaus, a Berlino-Schöneberg. Presso l'Accademia di guerra (Kriegsakademie) venne promosso oberleutnant e il 10 aprile 1906. Il 22 marzo 1907 fu assegnato in servizio presso lo Stato Maggiore Generale (Großen Generalstab) per un periodo di un anno, a partire dal 1º aprile 1907.  Il 21 marzo 1908 il suo incarico presso lo Stato Maggiore Generale fu prorogato di un altro anno, con decorrenza dal 1º aprile 1908. Dal 1° al 21 luglio 1909 gli fu assegnato l'incarico di insegnante di tiro pratico presso la Kriegsakademie. Dal 13 al 26 giugno 1910 effettuò una missione di addestramento dello Stato Maggiore nell'area del VII Corpo d'armata. Dal 1° al 21 luglio 1910 e dal 1° al 21 luglio 1911 prestò nuovamente servizio come insegnante nel corso di tiro pratico presso la Kriegsakademie. Il 13 settembre 1911 fu promosso capitano, succedendo contemporaneamente a capitano Petry come aiutante di campo della 60ª Brigata fanteria a Strasburgo, in Alsazia.
Nel dicembre 1914, in piena prima guerra mondiale, fu nominato aiutante di campo della 30. Infanterie-Division. Nel febbraio 1916 venne trasferito come comandante di battaglione al 2. Oberrheinisches Infanterie-Regiment Nr. 99 in forza alla stessa divisione. Il 27 gennaio 1918 fu promosso maggiore, e il 28 ottobre di quell'anno, già insignito della Croce di Ferro di prima classe, gli fu conferita l'Onorificenza Pour le Mérite.
Dopo la fine della Grande Guerra, prestò inizialmente servizio come comandante di un Freiwilligen-Bataillons. In seguito entrò nella Reichswehr, mantenendo il suo grado precedente. Nella primavera del 1920, quando fu formata la Reichswehr provvisoria, composta da 200.000 uomini, apparteneva al 16. Infanterie-Regiment della 8ª Brigata. Quando fu formato l'esercito della Reichswehr, composto da 100.000 uomini, fu assegnato al 7. (Preuß.) Infanterie-Regiment come comandante di compagnia, almeno per i primi anni. Il 1° dicembre 1922 venne trasferito al Reichswehrministerium (RWM) a Berlino come capo del Dipartimento del personale dell'esercito presso l'Ufficio del personale della Reichswehr. Il 15 aprile 1923 fu promosso tenente colonnello con anzianità dal 15 novembre 1922. Nell'ottobre 1925 pubblicò anche a Oldenburg il libro 2. Oberrheinisches Infanterie-Regiment Nr. 99. In qualità di capo del Dipartimento del personale dell'esercito 1 (P 1), fu promosso colonnello il 1° marzo 1927, e nel 1927/1928 fu trasferito allo stato maggiore dell'8. (Preuß.) Infanterie-Regiment a Francoforte sull'Oder, assumendo il comando del reggimento il 1° gennaio 1929. Come comandante di reggimento, il 1° novembre 1930 fu promosso maggiore generale, e il 30 settembre 1931 cedette il comando al colonnello Erwin von Witzleben. In questo stesso giorno fu congedato dal servizio attivo con il grado di tenente generale.
Il 27 agosto 1939 gli fu conferito il grado di General der Infanterie,e dopo lo scoppio della seconda guerra mondiale fu nuovamente a disposizione dell'esercito. Il 25 ottobre 1939 fu nominato comandante della Divisionsstab z.b.V. 402 che poco tempo fu sciolta nuovamente. Per questo motivo venne trasferito nella riserva (Führerreserve). Il 7 giugno 1940 fu nominato comandante della 272. Infanterie-Division che non fu mai completamente operativa. Nell'estate del 1940 la divisione venne sciolta e lui venne trasferito nuovamente nella riserva. Il 5 ottobre 1940 venne nominato comandante della Division Nr. 192 a Rostock. Come tale, il 1º febbraio 1941 venne promosso Generalleutnant della riserva. Il 1º aprile 1942 rinunciò al comando e venne trasferito alla riserva. Quello stesso giorno venne promosso anche General der Infanterie della riserva. Il 31 maggio 1942 l'ordine di mobilitazione fu revocato, venendo posto in congedo assoluto il 31 dicembre 1943. Fino alla fine della guerra visse nella tenuta di Neuedorf a Rügen. Dopo che l'isola fu occupata dall'Armata Rossa, lui e la moglie si suicidarono.

### Annotazioni
1. ↑  Suo padre, un ingegnere di Pillau, morì il 19 marzo 1887 all'ospedale Augusta di Berlino all'età di 46 anni per una malformazione cardiaca.

### Fonti
1. 1 2 3 4 5 6 7 8 9 10 11 12 13 14 15 16 17 18 19 20 21 22 23 24 25 26  Lexikon der Wehrmacht.
2. 1 2 3 4 5 6 7 8  Feldgrau.
3. 1 2 3  Folttmann, Müller 1953, p. 42.